# Cascades Mumbuluma
Les cascades Mumbuluma són unes sèrie de salts del riu Luapula, a Zàmbia. La població més propera és Mansa, a la província de Luapula (Zàmbia), situada a 32 km de les cascades.
Les cascades són un monument nacional de Zàmbia. Aquestes consten de dos salts separats uns 30 metres amb una profunda piscina a la base de les cascades.